# ويلكزك لاند
ويلكزك لاند هي جزيرة تقع في المحيط المتجمد الشمالي تابعة لروسيا.